# Батиста, Дейв
Дэ́вид Ма́йкл Бати́ста-младший (англ. David Michael Bautista Jr., род. 18 января 1969, Вашингтон) — американский актёр, в прошлом рестлер и культурист, получивший известность своими выступлениями в WWE под именем Бати́ста (англ. Batista) с 2002 по 2010 год, в 2014 году и в последний раз в 2018—2019 годах. За пределами рестлинга он известен своей актёрской карьерой, наиболее известен как Саппер Мортон в фильме «Бегущий по лезвию 2049» и Дракс Разрушитель в серии фильмов «Стражи галактики».
Батиста начал свою карьеру рестлера в 1999 году, а в 2000 году подписал контракт с World Wrestling Federation (WWF, в 2002 году переименована в WWE). С 2002 по 2010 год он прославился под именем Батиста и стал шестикратным чемпионом мира, выиграв четыре раза титул чемпиона мира в тяжёлом весе и дважды титул чемпиона WWE. Его первое завоевание титула чемпиона мира в тяжёлом весе является самым продолжительным — 282 дня. Он также трижды становился командным чемпионом мира (дважды с Риком Флэром и один раз с Джоном Синой) и один раз командным чемпионом WWE (с Реем Мистерио). В 2005 году он стал победителем матча «Королевская битва» и стал хедлайнером WrestleMania 21, вошедшего в пятёрку самых кассовых pay-per-view в истории рестлинга. После ухода из WWE в 2010 году он вновь подписал контракт в декабре 2013 года, а в январе 2014 года впервые вышел на ринг и выиграл матч «Королевскую битву» того года. Он стал хедлайнером WrestleMania XXX, после чего снова покинул компанию в июне того же года. В октябре 2018 года Батиста совершил своё второе возвращение в WWE и встретился с Трипл Эйчем на WrestleMania 35 в апреле 2019 года, после чего ушёл из рестлинга.
В качестве актёра Батиста снялся в таких фильмах, как «Железный кулак» (2012), «Риддик» (2013), «007: Спектр» (2015), «Бегущий по лезвию 2049» (2017), «Армия мертвецов» (2021), «Дюна» (2021), «Достать ножи: Стеклянная луковица» (2022), фильмах «Али, рули», «Игра киллера», двух частях фильма «Мой шпион», а также сериях кинематографической вселенной Marvel (2014—2023) и «План побега» (2018—2019).
В августе 2012 года Батиста подписал контракт с Classic Entertainment & Sports для участия в боях по смешанным единоборствам. Свой первый и единственный поединок он провёл 6 октября 2012 года, победив Винса Лусеро техническим нокаутом в первом раунде.

## Ранние годы
Батиста родился в Вашингтоне. Он сын Донны Рэй (урождённой Маллинз) и парикмахера Дэвида Майкла Батисты. Его мать — греческого происхождения, а отец — сын филиппинских иммигрантов. Его дед по отцовской линии служил в филиппинских вооружённых силах, работал таксистом и парикмахером, а также занимался другой работой, чтобы прокормить семью. Его мать — лесбиянка. Батиста рассказывал, что жил в бедности, и что у него была тяжёлая жизнь: прежде чем он достиг девятилетнего возраста, на лужайке перед его домом произошло три убийства. Уже в 13 лет он угонял машины. К 17 годам он отдалился от родителей и жил самостоятельно. Позже он сказал: «Я горжусь своими родителями. Они хорошие, честные, трудолюбивые люди. Они научили меня ценить трудолюбие».
Он работал вышибалой в ночном клубе, пока не был арестован после драки, в результате которой пострадали два посетителя, один из которых был без сознания. После суда он был приговорён к одному году лишения свободы условно. Он также работал спасателем, а затем занялся бодибилдингом, который, по его словам, спас ему жизнь. По его словам, он решил изменить свою жизнь и стать рестлером после того, как у него случился срыв от чувства стыда, который он испытал после того, как попросил коллегу одолжить ему денег, чтобы он мог купить подарки своим детям на Рождество.

## Карьера в рестлинге

### Обучение и ранняя карьера (1999—2000)
Батиста попробовал себя в World Championship Wrestling (WCW) Power Plant, но Сержант Бадди Ли Паркер сказал ему, что он никогда не добьётся успеха в реслинге. Затем он обратился в World Wrestling Federation (WWF), которая посоветовала ему тренироваться у Афы Аноа’и в школе реслинга Wild Samoan Training Center, где он тренировался и выступал в промоушене Аноа’и World Xtreme Wrestling (WXW). Он провёл свой дебютный матч под именем Хан 30 октября 1999 года. Батиста также тренировался у Марреса Крампа по муай-тай и эскриме.

### World Wrestling Federation/Entertainment/WWE

#### Ohio Valley Wrestling (2000—2002)
После подписания контракта с WWF в 2000 году Батиста был направлен в Ohio Valley Wrestling (OVW), территорию развития WWF. В конце того же года он дебютировал в OVW под именем Левиафан, где сразу же объединился с Синном. В составе группировки Disciples of Synn он был непобедим до тех пор, пока не проиграл Кейну при помощи Стива Остина. Позже он выиграл титул чемпиона OVW в тяжёлом весе у «Машины» Дага Бэшема, а затем уступил пояс Прототипу. Через несколько месяцев Батиста покинул OVW после того, как его перевели в основной ростер WWE.

#### Ранние сюжеты (2002—2003)
Ещё будучи в OVW, Батиста начал появляться на нетелевизионных шоу WWE. Он начал свою телевизионную карьеру в WWE 9 мая 2002 года в эпизоде SmackDown! в роли Дьякона Батисты, силовика Преподобного Ди-Вона. Он дебютировал на ринге WWE в командном матче с Ди-Воном против Фаарука и Рэнди Ортона, где они победили, Батиста удержал Ортона. В течение нескольких недель Ортон пытался победить Ди-Вона и Батисту с разными партнёрами, но каждый раз проигрывал. Батиста потерпел своё первое поражение в матче против Рикиши после того, как Ди-Вон случайно ударил его, позволив Рикиши воспользоваться преимуществом и удержать Батисту. В последующие недели Батиста и Ди-Вон ссорились, и Батиста в конце концов ополчился на Ди-Вона. На эпизоде SmackDown! 14 ноября Дьякон Батиста победил Ди-Вона, положив конец их вражде. После разрыва с Ди-Воном он был переведён на бренд Raw и его имя было сокращено до Батисты. Он объединился с Риком Флэром и враждовал с Кейном, которого победил на Armageddon.

#### «Эволюция» (2002—2005)
В январе 2003 года Батиста присоединился к Трипл Эйчу, Рику Флэру и Рэнди Ортону, чтобы сформировать группировку «Эволюция». Однако Батиста выбыл из строя на большую часть 2003 года после того, как он порвал правый трицепс. Во время тренировок после травмы Батиста повторно порвал трицепс, что продлило его пребывание на лечении. Батиста вернулся на Raw 20 октября, вмешавшись в матч между Голдбергом и Шоном Майклзом. На Armageddon Батиста и Рик Флэр стали командными чемпионами мира, в то время как Трипл Эйч выиграл титул чемпиона мира в тяжёлом весе, а Рэнди Ортон — интерконтинентальное чемпионство. Батиста и Флэр удерживали титул до 16 февраля 2004 года, когда они были побеждены Букером Ти и Робом Ван Дамом. Затем они победили Букера и Ван Дама на эпизоде Raw от 22 марта и вернули себе титулы, после чего проиграли их Крису Бенуа и Эджу на эпизоде Raw от 19 апреля.
С конца 2004 года отношения между Батистой и Трипл Эйчем начали сюжетно ухудшаться. После поражения Крису Джерико, Трипл Эйч словесно оскорбил Батисту. В тот вечер Батиста намеревался покинуть «Эволюцию», но заявил, что он все ещё является частью группировки и что они всех обманули. Несмотря на эту уловку, в течение следующих нескольких недель Батиста стал вести себя как фейс. В одном из моментов Батиста выразил отвращение, когда Трипл Эйч и Рик Флэр хвастались тем, как они запугали и избили Джима Росса, Дэнни Ходжа и Стейси Киблер. Несмотря на это, он продолжал демонстрировать свою преданность Трипл Эйчу и «Эволюции», выбегая на ринг и помогая им в матчах.
С началом 2005 года Трипл Эйч осознал возможность того, что Батиста может стать угрозой для его титул чемпиона мира в тяжёлом весе. Трипл Эйч предложил ему не участвовать в «Королевской битве», заявив, что это было бы эгоистично с его стороны, и сосредоточиться на том, чтобы Трипл Эйч сохранил титул. Батиста все равно принял участие и выиграл матч, получив право участвовать в главном событии WrestleMania 21 против чемпиона мира по своему выбору. В попытке убедить Батисту бросить вызов чемпиону WWE Джону «Брэдшоу» Лейфилду (JBL) и претенденту Джону Сине в матче тройной угрозы, а не ему, Трипл Эйч придумал схему, по которой Батисту сбили лимузином, похожем на тот, который использовал JBL. Изначально Батиста не хотел помощи от «Эволюции» и хотел противостоять JBL в одиночку. Трипл Эйч настоял на том, чтобы «Эволюция» держалась вместе, и все равно сопровождал Батисту, спасая его от встречного автомобиля. Батиста узнал о заговоре, подслушивая товарищей из «Эволюци», и подписал контракт, гарантирующий ему матч с чемпионом мира в тяжёлом весе Трипл Эйчем на WrestleMania 21, тем самым покинув группировку и официально став фейсом. Батиста сначала притворился, что подпишет контракт со SmackDown!, показав Трипл Эйч и Флэру «большой палец вверх», но затем превратил его в «большой палец вниз» и напал на них. Он подчеркнул свой уход, бросив Трипл эйча через стол, использовавшийся для подписания контракта.

#### Чемпион мира в тяжёлом весе (2005—2008)

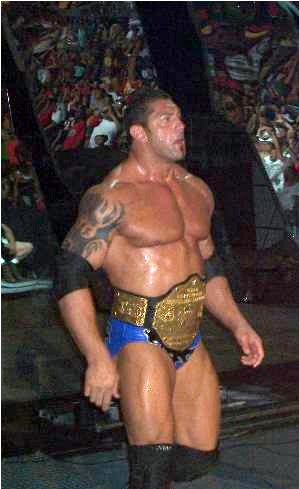
Батиста как чемпион мира в тяжёлом весе в сентябре 2005 года

Батиста завоевал титул чемпиона мира в тяжёлом весе 3 апреля в главном событии WrestleMania 21. WrestleMania 21 собрала 1,09 миллиона покупок на PPV — самое большое на тот момент количество покупок для любого небоксерского PPV. Матч Батисты с Трипл Эйчем был описан спортивным журналистом Дейвом Мельтцером как «пик одной из лучших сюжетных линий WWE за последние годы». Батиста выиграл матч-реванш с Трипл Эйчем за титул чемпиона мира в тяжёлом весе на Backlash. После того, как Батиста сохранил свой титул против Эджа на эпизоде Raw 23 мая, его предал Рик Флэр, который помог Трипл Эйчу напасть на чемпиона. Трипл ЭЙч бросил Батисте вызов на матч «Ад в клетке» на Vengeance. Батиста выиграл матч на Vengeance, снова сохранив свой титул. Благодаря этой победе Батиста стал первым рестлером, который победил Трипл Эйча в матче «Ад в клетке».
30 июня Батиста был призван на бренд SmackDown! в качестве последнего выбора в лотерее драфта WWE 2005 года, сделав неожиданное появление, чтобы напасть на Джона «Брэдшоу» Лэйфилда (JBL), который праздновал свою победу в матче на выбывание. JBL победил Батисту на The Great American Bash по дисквалификации после того, как рефери увидел, что Батиста использовал стальной стул. Они провели матч-реванш на SummerSlam в матче без правил, в котором Батиста удержал JBL. Кульминацией вражды стал матч с техасским бычьим канатом, состоявшийся 9 сентября на SmackDown!, в котором Батиста сохранил свой титул чемпиона. Вскоре после сохранения титула в противостоянии с Эдди Герреро на No Mercy, 11 ноября сайт WWE сообщил, что Батиста получил разрыв мышцы спины. Планировалось, что Батиста будет защищать титул в матче «тройной угрозы» с Эдди Герреро и Рэнди Ортоном 18 ноября на SmackDown!, но матч не состоялся из-за неожиданной смерти Герреро 13 ноября. Батиста отдал дань уважения Герреро во время трибьют-шоу на Raw и SmackDown!, посвящённых памяти Герреро.
Батиста возглавил команду SmackDown! против команды Raw в межбрендовой вражде перед Survivor Series. За несколько недель до Survivor Series Биг Шоу и Кейн несколько раз нападали на Батисту, объясняя его травму. В конечном итоге Батиста помог своей команде выиграть матч на Survivor Series. После того, как Батиста спас Рея Мистерио от Биг Шоу и Кейна в эпизоде SmackDown! 2 декабря, это привело к матчу, в котором Мистерио объединился с Батистой, чтобы сразиться с Биг Шоу и Кейном на Armageddon.
16 декабря в эпизоде SmackDown! Батиста и Мистерио победили командных чемпионов WWE MNM и завоевали титулы в матче, который они посвятили Эдди Герреро, и таким образом Батиста стал двойным чемпионом. После этого столкновение с Биг Шоу и Кейном на Armageddon превратилось в поединок чемпионов против чемпионов. Батиста и Мистерио проиграли Биг Шоу и Кейну на Armageddon. Две недели спустя на SmackDown! MNM победили Батисту и Мистерио после помощи вернувшегося Марка Генри и вернули себе командное чемпионство WWE. Во время вмешательства Генри напал на Батисту и провёл свой World’s Strongest Slam. На следующей неделе команды снова встретились в матче в стальной клетке, в котором также участвовал Генри, и Батиста и Мистерио снова потерпели поражение. Батиста порвал правый трицепс во время матча с Марком Генри на домашнем шоу 6 января, что вынудило его отказаться от титула чемпиона мира в тяжёлом весе на записи SmackDown! 13 января, через два дня после того, как он превзошёл предыдущий показатель Трипл Эйча (280 дней) как самого длительного чемпиона. В своей книге Batista Unleashed Батиста сказал, что, по его мнению, Генри был «небрежен» во время их матча, так как он не предупредил Батисту о предстоящем приёме. 12 января Батиста успешно перенёс операцию на руке.
Батиста появился на No Way Out и сказал зрителям, что как только его рука заживёт, он вернётся, чтобы вернуть себе титул чемпиона мира в тяжёлом весе. На WrestleMania 22 он прервал интервью Рэнди Ортона, поставив SmackDown! в известность, что титул чемпиона мира в тяжёлом весе вернётся к нему на WrestleMania 23.

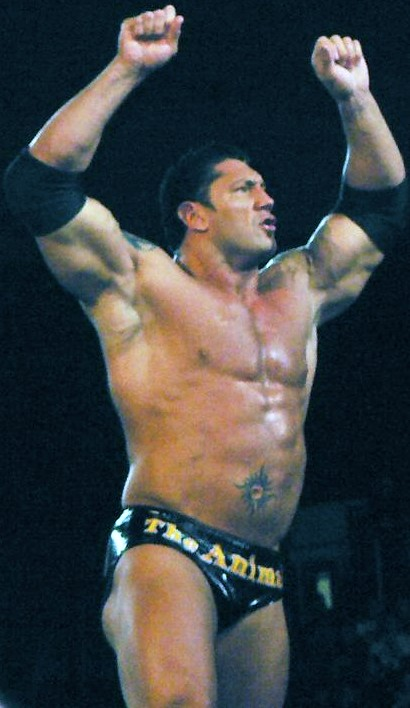
Батиста в 2006 году

Своё официальное возвращение Батиста совершил во время эпизода SmackDown! 7 июля, сразу же вызвав на бой Марка Генри и вступив с ним во вражду. На шоу Saturday Night’s Main Event XXXIII Батиста выиграл командный матч шести человек с Реем Мистерио и Бобби Лэшли, победив чемпиона мира в тяжёлом весе Короля Букера, Финли и Марка Генри. Генри получил серьёзную травму и был исключён из запланированного матча между ними на The Great American Bash, что ещё больше отсрочило потенциальную вражду между ними после того, как она была отложена из-за первоначальной травмы Батисты.
Батиста бросил открытый вызов, чтобы заменить травмированного Генри, на который ответил Мистер Кеннеди. На The Great American Bash Батиста проиграл этот матч по дисквалификации за то, что не смог прекратить душить Мистера Кеннеди. Он продолжал избивать Кеннеди, в результате чего тот получил рваную рану на лбу, настолько серьёзную, что она обнажила черепную коробку и потребовала наложения более 20 швов. Батиста проиграл ещё один матч с Кеннеди по отсчёту в эпизоде SmackDown! от 28 июля, после чего окончательно победил Кеннеди удержанием на эпизоде SmackDown! от 4 августа.
Батиста встретился с Биг Шоу за титул чемпиона мира ECW в эпизоде ECW от 1 августа, выиграл матч по дисквалификации, но не выиграл титул, так как титулы не могут переходить из рук в руки по дисквалификации. Затем он нацелился на титул чемпиона мира в тяжёлом весе Корля Букера, и 20 августа на SummerSlam они встретились в матче за титул. Однако Батиста выиграл и этот матч по дисквалификации. Батиста продолжил свою погоню за чемпионским титулом, потерпев поражение ещё раз на No Mercy в октябре. Он победил Букера и вернул себе титул чемпиона мира в тяжёлом весе на Survivor Series 26 ноября. В следующем месяце на Armageddon Батиста в команде с Джоном Синой победил Букера и Финли, положив конец соперничеству.

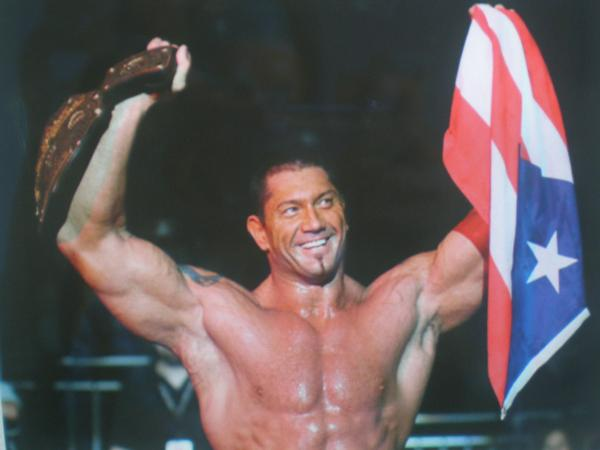
Батиста держит титул чемпиона мира в тяжёлом весе и флаг Пуэрто-Рико в 2006 году

В 2007 году Батиста начал короткую вражду с Мистером Кеннеди за чемпионство. Батиста сохранил титул, победив Кеннеди на Royal Rumble 28 января. Следующим соперником Батисты стал Гробовщик, победитель матча «Королевская битва». Они создали союз, чтобы сразиться в матче с Джоном Синой и Шоном Майклзом на No Way Out в феврале, который они проиграли после того, как Батиста отвернулся от Гробовщика в середине матча. На WrestleMania 23 1 апреля Батиста проиграл титул чемпиона мира в тяжёлом весе Гробовщику. Они продолжили свою вражду матчем «Последний живой» на Backlash в том же месяце, который закончился вничью. 11 мая на SmackDown! они снова встретились в матче в стальной клетке, который также закончился вничью. После матча Эдж воспользовался шансом и выиграл титул у Гробовщика, обналичив свой контракт Money in the Bank. После этого Батиста бросил Эджу безуспешный вызов в борьбе за титул чемпиона мира в тяжёлом весе на Judgment Day, One Night Stand (в стальной клетке) и Vengeance: Night of Champions (в матче «Последний шанс»). Проигрыш на Vengeance определил, что Батиста больше не сможет получить новый шанс на титул чемпиона мира в тяжёлом весе, пока Эдж является чемпионом.
Батиста принял открытый вызов от Великого Кали на The Great American Bash. Эдж отказался от титула из-за травмы за неделю до The Great American Bash, и Кали стал новым чемпионом мира в тяжёлом весе, выиграв Battle Royal и выбросив Батисту. Батиста и Кейн, соперник Эджа, встретились с Кали на The Great American Bash в матче «Тройная угроза», в котором Кали сохранил титул. На SummerSlam Батиста победил Кали по дисквалификации после того, как Кали использовал стальной стул, в результате чего Кали снова сохранил титул. Батиста наконец-то завоевал свой третий титул чемпиона мира в тяжёлом весе после восьми последовательных попыток, победив Кали в матче «Тройная угроза» с участием Рея Мистерио на Unforgiven. Его первый вызов был брошен Великим Кали в матче «Пенджабская тюрьма» на No Mercy, где Батиста сохранил свой титул.
После возвращения Гробовщика на Unforgiven, Батиста возобновил свою вражду с ним на Cyber Sunday, где фанаты выбрали Стива Остина в качестве специального приглашённого рефери. Батиста удержал Гробовщика после двух «Бомб Батисты». Вражда продолжилась матчем «Ад в клетке» на Survivor Series. Во время матча Эдж вернулся и вмешался, проведя Гробовщику удар стулом. Затем он повалил бесчувственного Батисту на Гробовщика, чтобы тот забрал победу и сохранил титул чемпиона мира в тяжёлом весе. На Armageddon Эдж выиграл матч «Тройная угроза» против Батисты и Гробовщика и стал чемпионом мира в тяжёлом весе.

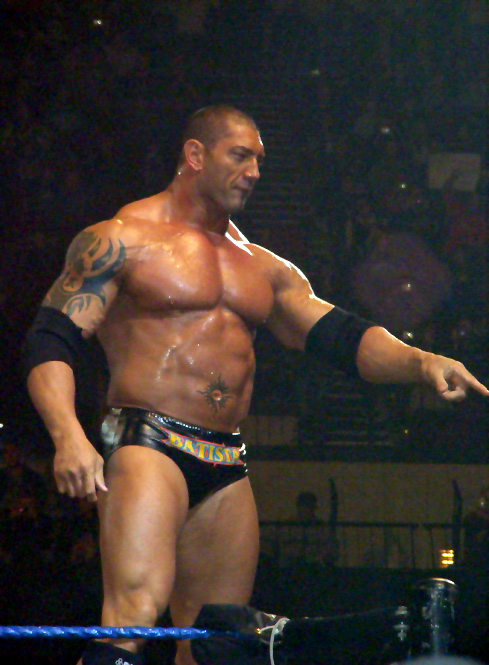
Батиста в июне 2008 года

Батиста принял участие в «Королевская битва» и вошёл в финальную тройку, после чего был устранён Трипл Эйчем. На No Way Out он участвовал в матче Elimination Chamber и устранил Биг Дэдди Ви, но последним был устранён Гробовщиком. На WrestleMania XXIV он победил Умагу в межбрендовом матче. После того как Шон Майклз победил Рика Флэра в матче «Угроза карьере» (вынудив Флэра уйти на пенсию), Батиста начал вражду с Майклзом, называя его самовлюблённым эгоистом. Они столкнулись на Backlash в матче, где Крисом Джерико был специальным рефери. Майклз победил, сымитировав травму колена и проведя Sweet Chin Music. Затем Батиста победил Майклза на One Night Stand в матче с носилками, положив тем самым конец их вражде.
23 июня Батиста был переведён со SmackDown на Raw во время драфта WWE 2008 года. После того, как Батиста не смог выиграть титул чемпиона мира в тяжёлом весе у Эджа на Night of Champions, Батиста напал на Эджа на Raw на следующий вечер, позволив Си Эм Панку обналичить свой контракт Money in the Bank на Эдже. Это позволило организовать матч за титул между Батистой и Панком на The Great American Bash, который закончился двойной дисквалификацией после того, как Кейн вмешался и атаковал обоих. На следующий вечер на Raw Батиста и Панк провели матч-реванш, Батиста победил по дисквалификации после того, как на него напал JBL. Когда Джон Сина вышел на ринг, чтобы сразиться с JBL’ом, он нечаянно ударил Батисту, когда JBL увернулся. Это положило начало программе между Синой и Батистой, ведущей к SummerSlam, матч между которыми был официально объявлен генеральным менеджером Raw Майком Адамли. Это был первый матч между ними, так как с момента их дебюта в 2002 году они выступали на разных брендах. В эпизоде Raw от 4 августа Батиста и Сина выиграли командное чемпионство мира у Коди Роудса и Теда Дибиаси, сделав Батисту трёхкратным командным чемпионом мира. На следующей неделе на Raw Батиста и Сина проиграли титул обратно. После потери титулов их пришлось разнимать нескольким официальным лицам. Батиста победил Сину на SummerSlam, легитимно повредив при этом шею Сины. Затем Батиста участвовал в матче за звание чемпиона мира в тяжёлом весе на Unforgiven и был в восьми секундах от того, чтобы стать четырёхкратным чемпионом мира, но Крис Джерико прокрался и удержал Кейна на последних секундах. 26 октября на Cyber Sunday Батиста победил Джерико и завоевал свой четвёртый титул чемпиона мира в тяжёлом весе в матче, в котором Стив Остин был выбран в качестве специально приглашённого рефери. Однако чемпионство Батисты продлилось всего восемь дней, когда Джерико вернул себе титул в матче в стальной клетке на 800-м выпуске Raw 3 ноября.
Затем Батиста вступил во вражду с бывшим партнёром по «Эволюции» Рэнди Ортоном; на Survivor Series Батиста возглавил команду в составе себя, Си Эм Панка, Кофи Кингстона, Мэтта Харди и R-Truth, чтобы противостоять команде Рэнди Ортона, Шелтона Бенджамина, Уильяма Ригала, Коди Роудса и Марк Генри. Команда Ортона победила, при этом Ортон удержал Батисту, выиграв матч для своей команды. Его вражда с Ортоном продолжалась вплоть до Armageddon, где Батиста победил Ортона. В эпизоде Raw от 15 декабря Батиста был выставлен на матч с гандикапом против «Наследия» с Джоном Синой в качестве партнёра. Во время матча Батиста был отправлен в нокаут и выбыл из игры на неопределённый срок из-за сюжетной травмы головы. Сайт WWE позже сообщил, что Батиста решил сделать операцию по восстановлению разрыва подколенного сухожилия. Его подколенное сухожилие было повреждено на SummerSlam. Ожидалось, что он выбыл из строя на срок от шести до восьми месяцев.

#### Чемпион WWE (2009—2010)
Батиста вернулся на Raw после WrestleMania 25, чтобы спасти Трипл Эйча, Шейна Макмэна и Винса Макмэна от «Наследия» (Рэнди Ортон, Коди Роудс и Тед Дибиаси). Затем Винс Макмэн назначил Батисту в команду с чемпионом WWE Трипл Эйчем и Шейном Макмэном на матч против «Наследия» на Backlash. Во время матча Батиста вынес стул, но Трипл Эйч попытался остановить его, чтобы их не дисквалифицировали, что стоило бы Трипл Эйчу чемпионства. Однако этот отвлекающий манёвр стоил Трипл Эйчу чемпионства, так как он проиграл его Ортону. На следующий вечер на Raw Батиста выиграл одиночный матч против Биг Шоу из-за того, что Джон Сина отвлёк его внимание, и стал претендентом номер один на титул чемпиона WWE в Judgment Day, который он выиграл по дисквалификации. Батиста победил Ортона в матче-реванше на Extreme Rules в матче в стальной клетке и завоевал свой первый титул чемпиона WWE. Однако 8 июня на шоу Raw Батиста должен был отказаться от титула из-за инсценированного жестокого нападения Ортона и «Наследия». Позже выяснилось, что Батиста получил разрыв левого бицепса, аналогичный тому, что он получил в 2006 году.
Батиста вернулся на эпизоде Raw 14 сентября с рукой, все ещё находящейся в повязке. Рэнди Ортон, полагая, что Батиста близок к уходу из рестлинга, заявил, что он завершил карьеру Батисты. Затем Батиста снял повязку с руки и напал на Ортона. Затем он заявил, что не будет завершать карьеру, а перейдёт на SmackDown. Позже тем же вечером он победил Ортона в матче без правил, который должен был стать его последним матчем на Raw.
После своего возвращения на SmackDown Батиста победил объединенных командных чемпионов WWE «Джери-Шоу» (Крис Джерико и Биг Шоу) в одиночных матчах. Эти две победы увенчались матчем за титул против «Джери-Шоу» с его партнёром Реем Мистерио 4 октября на Hell in a Cell, который «Джери-Шоу» выиграли. В том же месяце на Bragging Rights Батиста не смог завоевать титул чемпиона мира в тяжёлом весе в матче с участием Си Эм Панка, Рея Мистерио и чемпиона Гробовщика. Во время матча Мистерио прервал удержание Батисты Гробовщика, что стоило ему матча и титула. После матча (который выиграл Гробовщик), Батиста и Мистерио, казалось, решили помириться, но Батиста сказал, что ему надоело получать удар в спину, и сказал Мистерио, что собирается оторвать ему голову. Батиста продолжил жестоко расправляться с Мистерио, став хилом впервые с 2005 года. Батиста встретился с Мистерио 22 ноября на Survivor Series, где Батиста победил через остановку рефери после нанесения Мистерио трёх «Бомб Батисты». Батиста снова победил Мистерио в уличной драке в эпизоде SmackDown 11 декабря. 13 декабря на TLC: Tables, Ladders & Chairs Батиста встретился с Гробовщиком в матче со стульями за звание чемпиона мира в тяжёлом весе. Батиста сначала выиграл матч и титул, но генеральный менеджер SmackDown Теодор Лонг отменил решение, потому что Батиста ударил Гробовщика ударом ниже пояса за спиной судьи. Матч был перезапущен, и Гробовщик победил и сохранил титул чемпиона. Пять дней спустя Батиста проиграл Мистерио в матче за претендентство на титул чемпиона мира в тяжёлом весе; матч Мистерио с Гробовщик на SmackDown 25 декабря закончился безрезультатно после вмешательства Батисты.
На Royal Rumble в январе 2010 года Батиста вошёл в матч «Королевская битва» под номером 30, но не смог победить, так как был выброшен Джоном Синой. Затем Батиста стал участником противостояния председателя WWE Винса Макмэна и Брета Харта, помогая Макмэну напасть на Харта; Джон Сина попытался спасти Харта, но подвергся нападению Батисты. 21 февраля на Elimination Chamber, в качестве платы за нападение Батисты на Харта, Макмэн разрешил Батисте встретиться с Синой за титул чемпиона WWE сразу после того, как Сина выиграл титул в матче Elimination Chamber. Батиста выиграл матч и, таким образом, свой второй титул чемпиона WWE, что привело к тому, что Батиста перешёл обратно на Raw. 28 марта на WrestleMania XXVI Батиста проиграл титул чемпиона WWE Джону Сине в матче-реванше, завершив своё 35-дневное чемпионство. Батиста получил свой реванш за титул в матче «Последний живой» 25 апреля на Extreme Rules, но был побеждён Синой после того, как Сина примотал его ноги скотчем к стойке ринга, не давая ему встать. Батиста и Сина снова встретились за титул чемпиона WWE 23 мая на Over the Limit, но он снова не смог отвоевать титул у Сины в матче I Quit, сдавшись, когда Сина угрожал провести ему Attitude Adjustment с крыши автомобиля. Сино все равно сделал это, сбросив Батисту с машины на сцену внизу.
На следующий вечер на Raw Батиста открыл шоу в инвалидном кресле и заявил, что он будет подавать судебный иск против Сины и WWE за свои травмы (которые, как выяснилось в 2014 году, были легитимным компрессионным переломом позвоночника L1). Его промо было прервано новым генеральным менеджером Raw Бретом Хартом, который приказал ему сразиться с травмированным Рэнди Ортоном, чтобы получить право на матч за чемпионство WWE против Сины на новом шоу Fatal 4-Way. Батиста отказался и ушёл из компании после того, как Харт назвал Ортона победителем. Впоследствии его профиль был перемещён на страницу выпускников на сайте WWE. Позже он сказал в интервью, что ушёл из WWE, потому что ему «не нравилось направление, в котором двигалась компания».

### Возвращение в WWE (2014)

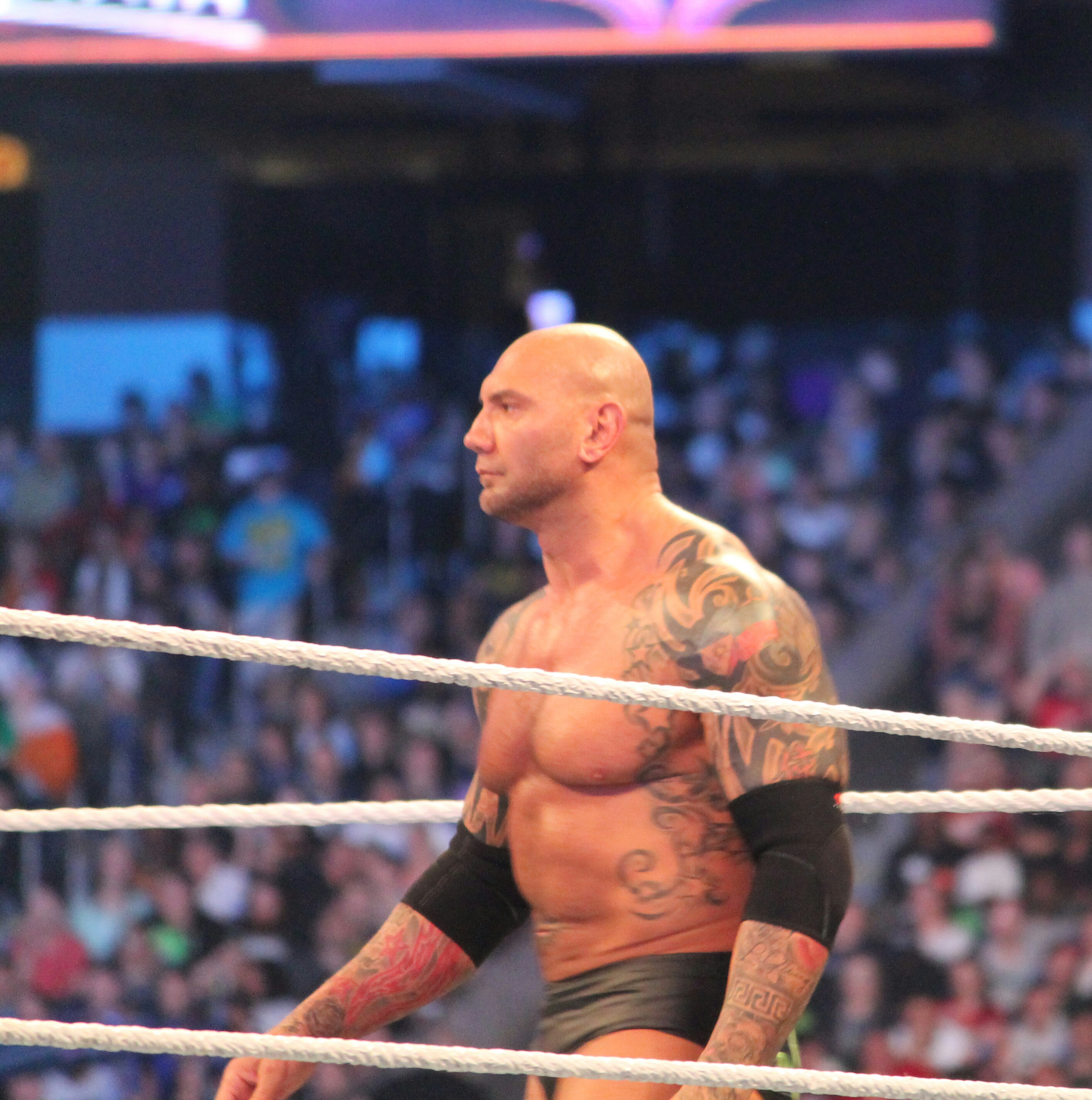
После возвращения Батиста выиграл матч «Королевская битва» 2014 года и попал в главное событие WrestleMania XXX

Батиста вернулся в WWE 20 января 2014 года в эпизоде Raw. Несмотря на возвращение в качестве фейса и победу в «Королевской битве», зрители негативно отреагировали на победу Батисты, поскольку Дэниел Брайан не принимал участия в матче. Несмотря на первоначальную положительную реакцию, толпа начала освистывать Батисту после того, как Роман Рейнс был исключён из матча. После выхода шоу в эфир Батиста высмеял Брайана и показал толпе средний палец. По словам Батисты, он думал, что возвращение в качестве фейса было плохой идеей, потому что фанаты были заинтересованы в «Движении „Да“» Дэниела Брайана. На Elimination Chamber и на эпизоде Raw от 24 февраля Батиста был сильно освистан фанатами во время матчей против Альберто Дель Рио, что привело к тому, что Батиста стал хилом на эпизоде SmackDown от 28 февраля. Главное событие WrestleMania XXX, первоначально матч Батисты против Рэнди Ортона за титул чемпиона мира WWE в тяжёлом весе, было изменено на матч «Тройная угроза» после того, как Брайан победил Трипл Эйча ранее на WrestleMania. На WrestleMania Брайан заставил Батисту сдаться, чтобы выиграть титул.

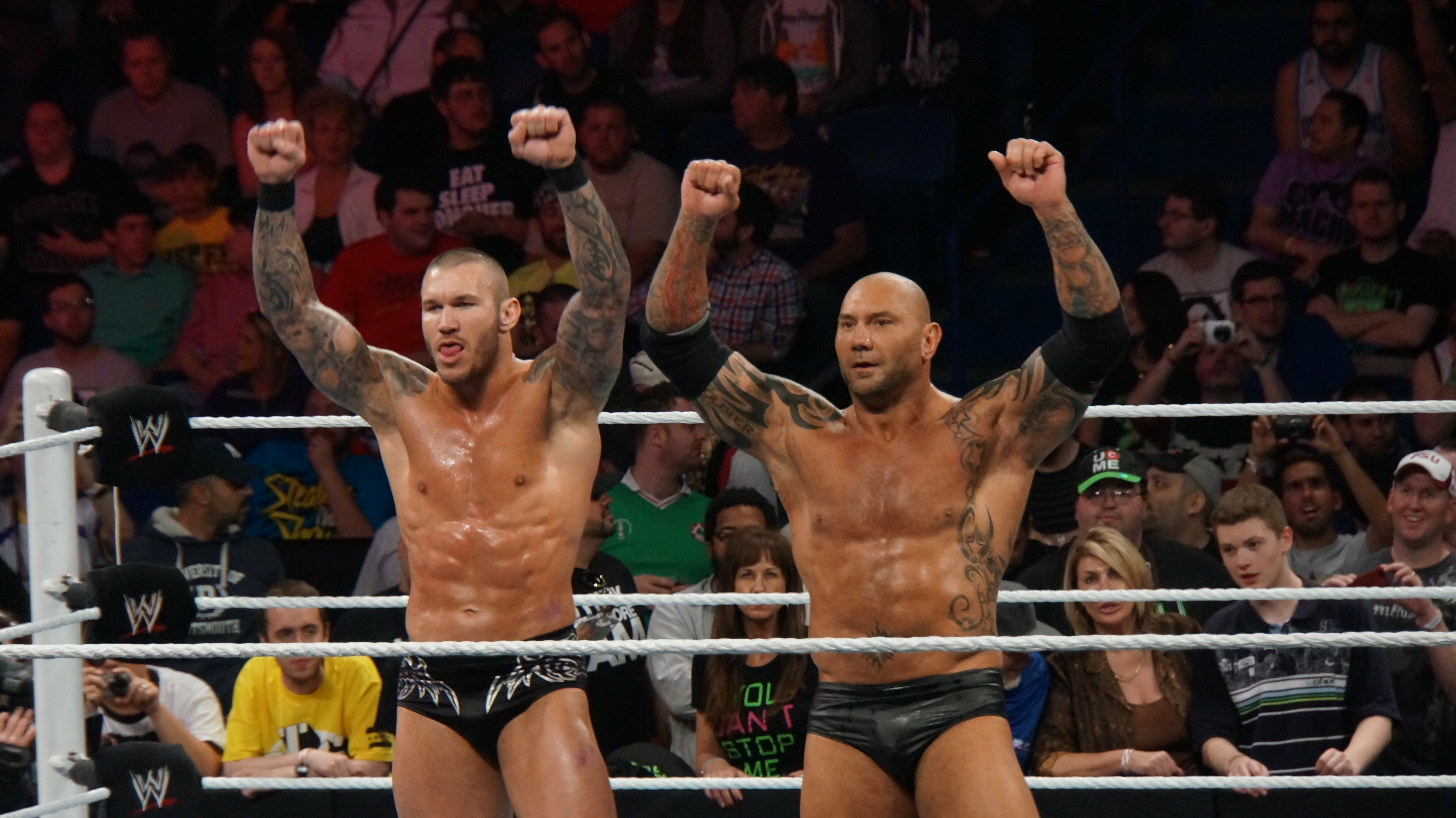
Ортон и Батиста позже воссоединятся с Трипл Эйчем, чтобы реформировать «Эволюцию» для вражды с «Щитом»

На следующий вечер на Raw Батиста и Ортон объединились, чтобы сразиться с братьями Усо за командное чемпионство WWE, но матч закончился двойным отсчётом. Позже Батиста и Ортон, а также Кейн напали на Брайана, прежде чем он собрался защищать свой титул против Трипл Эйча. Прежде чем Трипл Эйч смог победить Брайана, «Щит» вмешался, проведя Трипл Эйчу «Гарпун» и выбив Батисту, Ортона и Кейна, в результате чего матч закончился безрезультатно. В эпизоде Raw от 14 апреля Батиста, Трипл Эйч и Рэнди Ортон спустились на ринг, чтобы атаковать «Щит» после их матча с гандикапом, используя музыку «Эволюции». На Extreme Rules и Payback «Эволюция» проиграла «Щиту». На эпизоде Raw от 2 июня Батиста ушёл из WWE после того, как Трипл Эйч отказал ему в шансе стать чемпионом мира WWE в тяжёлом весе. Вскоре после этого Батиста окончательно ушёл из WWE из-за творческих разногласий.
В апреле 2015 года Батиста заявил, что был бы заинтересован в возвращении в WWE, но только на нетелевизионные шоу. Ему предложили выступить на WrestleMania 32 в 2016 году, но он отклонил это предложение. О своём недолгом пребывании в рестлинге он сказал, что его главным достижением было «поставить парней на место» и «отплатить за доверие».

### Второе возвращение в WWE (2018—2019)
16 октября 2018 года Батиста воссоединился с остальными членами «Эволюции» для выступления на 1000-м эпизоде SmackDown, где Батиста намекал на матч с Трипл Эйчем, поскольку тот никогда не побеждал Батисту в одиночных матчах. Сюжетная линия между ними началась 25 февраля 2019 года, когда Батиста напал на Рика Флэра. На WrestleMania 35 Батиста и Трипл Эйч встретились в матче без правил с их карьерами на кону, где Батиста проиграл после вмешательства Рика Флэра. На следующий день Батиста объявил о своём уходе из рестлинга.
9 декабря 2019 года WWE официально объявила, что Батиста будет введён в Зал славы WWE. Мероприятие было отложено из-за пандемии COVID-19, и было объявлено, что состав Зала 2020 года будет введён вместе с составом 2021 года на мероприятии 2021 года. Однако до начала мероприятия он был исключён из списка. Батиста написал в Твиттере, подтвердив своё исключение, сославшись на предыдущие обязательства как на причину, по которой он не смог присутствовать на мероприятии 2021 года. Он также сообщил, что WWE удовлетворила его просьбу включить его в список на будущей церемонии.

## Смешанные боевые искусства

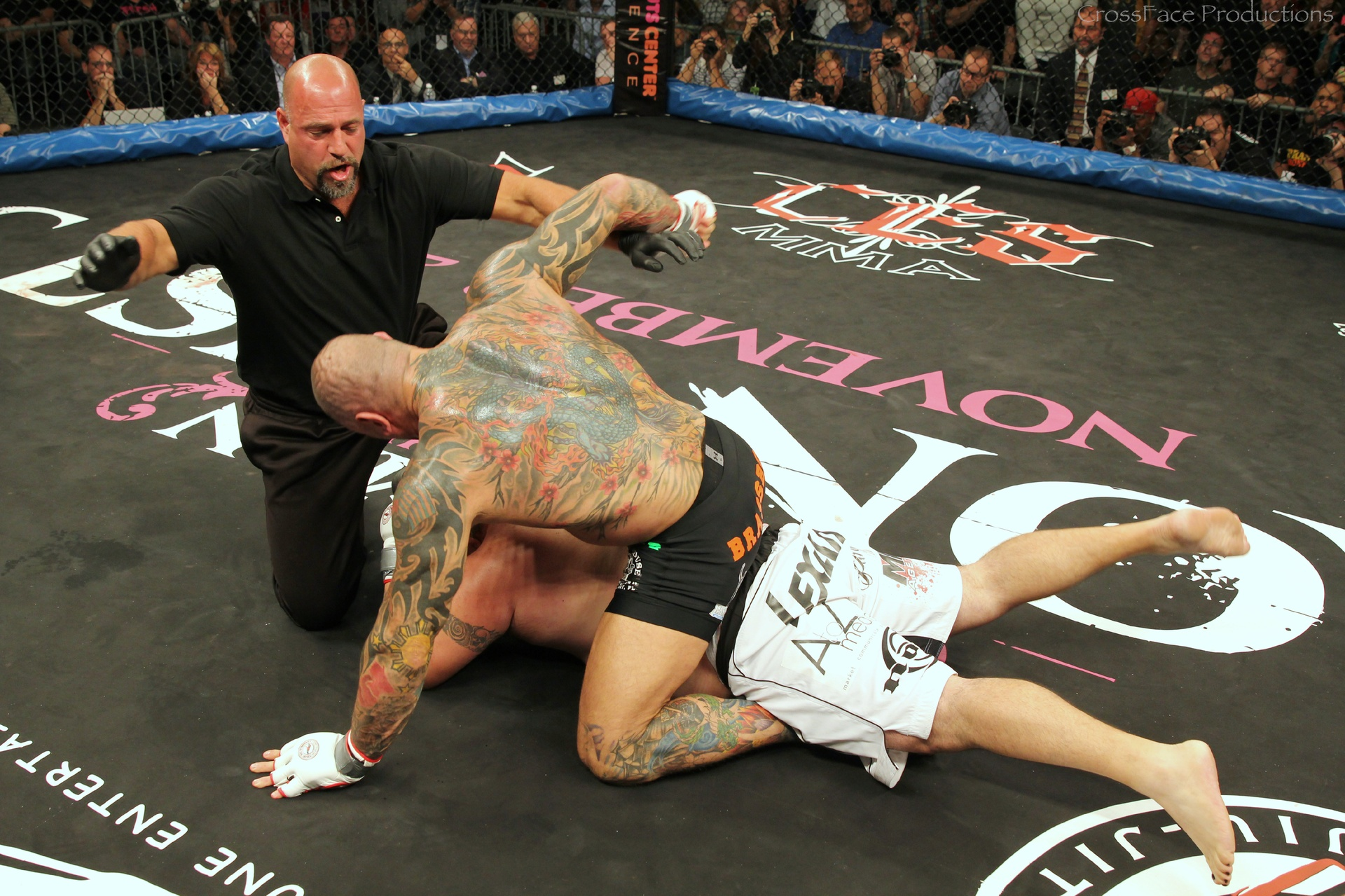
Заключительные моменты победы Батисты над Винсом Лусеро в 2012 году

После ухода из WWE Батиста пытался начать карьеру в смешанных боевых искусствах. С июня 2010 года вёл переговоры о подписании контракта со Strikeforce. Но в апреле 2011 года выяснилось, что переговоры оказались безуспешными.
В августе 2012 года он подписал контракт с Classic Entertainment & Sports для участия в боях по смешанным правилам. Его дебют в матче против Винса Лусеро состоялся 6 октября 2012 года. Бой завершился победой Дейва в первом раунде.

## Личная жизнь

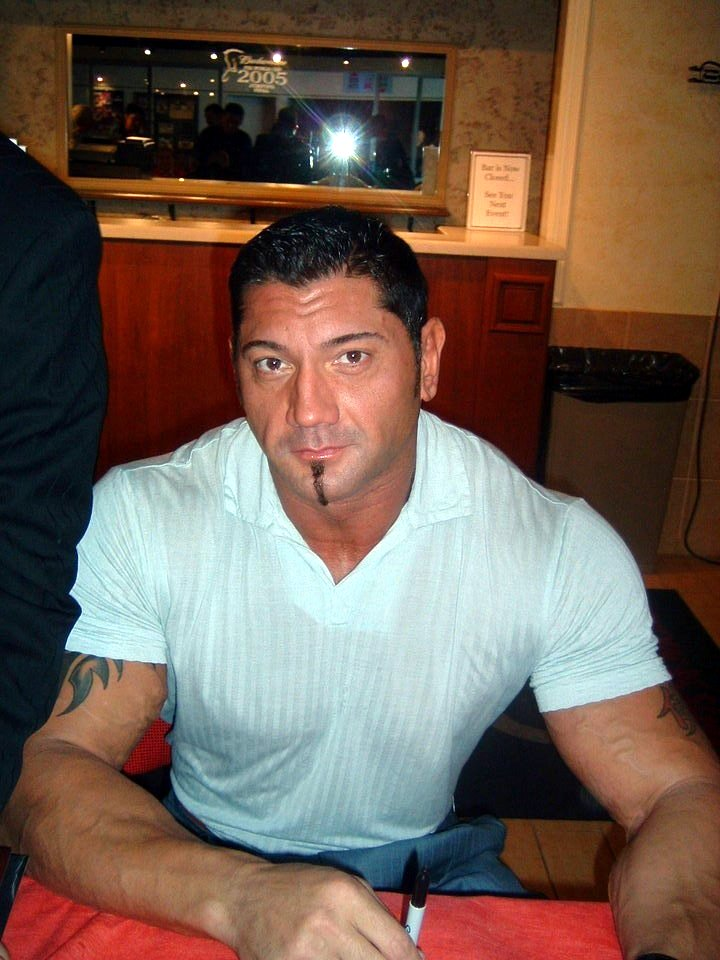
Батиста в 2005 году

Первый брак в 1990 году, жена Гленда. У них родились две дочери, Кейлани (род. 1990) и Афина (род. 1992). Развелись в 1998 году.
Второй брак 13 октября 1998 году, жена Энджи. У них есть общий сын Оливер. Развелись в 2006 году. До своего 40-летия у Батисты уже было два внука от Кейлани.
Во время брака с Энджи он стал заядлым коллекционером винтажных металлических ланчбоксов. Его любимый — ланчбокс «Зеленый шершень» 1967 года, так как на нём изображён Брюс Ли. Коллекция началась, когда он купил Энджи ланчбокс E.T., а она случайно разбила его, поэтому он купил второй.
В октябре 2015 года он женился на танцовщице с шестом Саре Джейд. Они расстались в начале 2019 года.
Во время съёмок рекламного ролика для шоу SummerSlam 2006 года Батиста подрался с Букером Ти. Об этом инциденте было сообщено на сайте WWE, и оба рестлера рассказали свои версии событий. Букер Ти считал, что Батиста считал себя лучше остальных коллег благодаря своему статусу участника главных матчей и относительно быстрому восхождению к этому статусу. Рестлеры за кулисами похвалили Букера Ти за то, что он высказал своё мнение Батисте по поводу его поведения.
В августе 2007 года ESPN включил Батисту в список клиентов компании Signature Pharmacy из Орландо, Флорида, которая находилась под следствием за незаконную продажу анаболических стероидов. Батиста отверг эти обвинения и заявил, что он «регулярно тестируется WWE» и «полностью соответствует программе антидопинговой программе WWE».

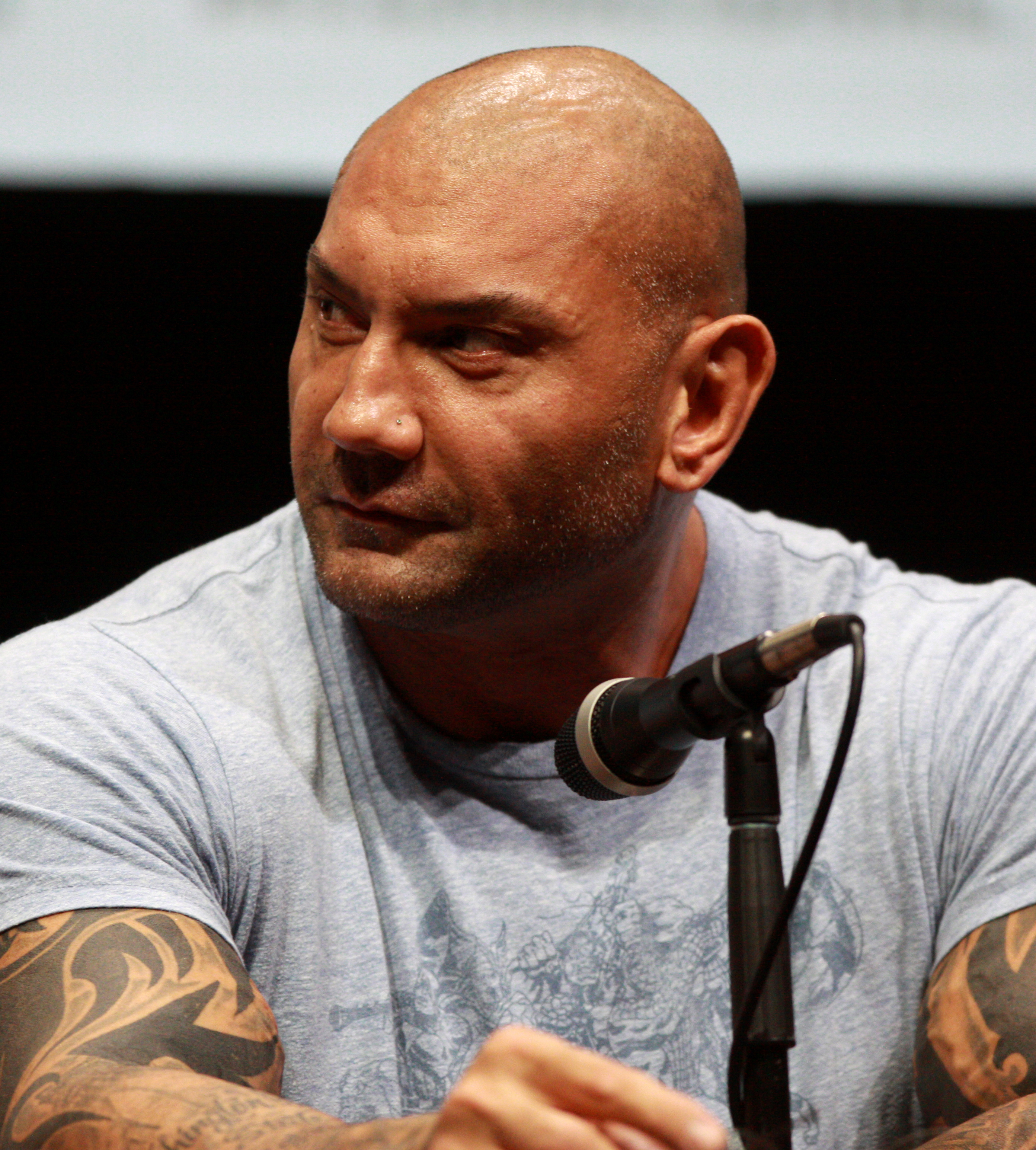
Батиста в июле 2013 году

16 октября 2007 года вышла его автобиография Batista Unleashed. В интервью по этому поводу он заявил: «Я не хотел рассказывать свою историю, если бы она не была честной… Нужно было пройти через три группы юристов: юристы Simon & Schuster, юристы WWE, мои юристы. Сейчас всё так устроено, что на тебя могут подать в суд за самую простую вещь». Споры вызвало упоминание в книге Криса Бенуа, рестлера, который убил свою жену и задушил своего сына, а затем совершил самоубийство, и о котором из книги были удалены другие подробности. Батиста сказал: «Я любил этого парня. Я презираю то, что он сделал, но это не вычёркивает его из моей жизни. Я боролся за то, чтобы он остался в книге, и рад, что они это сделали». Отвечая на вопрос о своей бывшей жене Энджи, Батиста сказал: «Мы снова стали очень близки, чего не было уже много лет. Я действительно многое узнал о ней, а она многое узнала обо мне, прочитав книгу. Она действительно увидела вещи с другой точки зрения, прочитав книгу. Так что это определённо было терапией».
У него множество татуировок, включая большого дракона на спине, красную надпись кандзи на верхней части левого бицепса с надписью «Angel» (в честь Энджи), фирменный рисунок на верхней части правого бицепса и маленькое солнце на животе, опоясывающее пупок. У него также есть татуировка на руке с изображением флагов Греции и Филиппин. Во время перерыва из-за травмы в 2009 году он покрыл обе верхние части рук большими татуировками в племенном стиле, а на правом бицепсе появилась фраза «DC soldier».
Батиста поддержал Берни Сандерса на президентских праймериз Демократической партии в 2020 году. Он поддержал Джо Байдена на президентских выборах в США в 2020 году и снялся в рекламе его президентской кампании.

## Фильмография
| Год  |     | Русское название                         | Оригинальное название                       | Роль                  |
| ---- | --- | ---------------------------------------- | ------------------------------------------- | --------------------- |
| 2006 | ф   | Странные родственники                    | Relative Strangers                          | рестлер               |
| 2006 | с   | Тайны Смолвиля                           | Smallville                                  | Алдар                 |
| 2010 | ф   | Мой сын, мой сын, что ты наделал         | My Son, My Son, What Have Ye Done?          | офицер SWAT           |
| 2010 | с   | Чак                                      | Chuck                                       | Ти Ай                 |
| 2010 | ф   | Изнанка города                           | Wrong Side of Town                          | большой Ронни         |
| 2011 | ф   | Дом восходящего солнца                   | House of the Rising Sun                     | Рэй Шейн              |
| 2012 | ф   | Царь скорпионов 3: Книга мёртвых         | The Scorpion King 3: Battle for Redemption  | Агромаил              |
| 2012 | ф   | Железный кулак                           | The Man with the Iron Fists                 | Брэсс Боди            |
| 2013 | ф   | Риддик                                   | Riddick                                     | Диас                  |
| 2014 | ф   | Стражи Галактики                         | Guardians of the Galaxy                     | Дракс Разрушитель     |
| 2015 | ф   | Скорость: Автобус 657                    | Heist                                       | Кокс                  |
| 2015 | ф   | Лос-анджелесский слэшер                  | L.A. Slasher                                | Наркоторговец         |
| 2015 | ф   | 007: Спектр                              | Spectre                                     | мистер Хинкс          |
| 2016 | ф   | Кикбоксер: Возмездие                     | Kickboxer: Vengeance                        | Тонг По               |
| 2016 | ф   | Налётчики                                | Marauders                                   | агент Стоквелл        |
| 2016 | ф   | Врата воинов                             | The Warriors Gate                           | Эран                  |
| 2017 | ф   | Стражи Галактики. Часть 2                | Guardians of the Galaxy Vol. 2              | Дракс Разрушитель     |
| 2017 | ф   | Бушвик                                   | Bushwick                                    | Ступ                  |
| 2017 | кор | 2048: Некуда бежать                      | 2048: Nowhere to Run                        | Саппер Мортон         |
| 2017 | ф   | Бегущий по лезвию 2049                   | Blade Runner 2049                           | Саппер Мортон         |
| 2018 | ф   | Мстители: Война бесконечности            | Avengers: Infinity War                      | Дракс Разрушитель     |
| 2018 | ф   | План побега 2                            | Escape Plan 2: Hades                        | Трент Дероса          |
| 2018 | ф   | Отель «Артемида»                         | Hotel Artemis                               | Эверест               |
| 2018 | ф   | Окончательный счёт                       | Final Score                                 | Майкл Нокс            |
| 2018 | ф   | Мастер Z: Наследие Ип Мана               | 葉問外傳：張天志                            | мистер Дэвидсон       |
| 2019 | ф   | Мстители: Финал                          | Avengers: Endgame                           | Дракс Разрушитель     |
| 2019 | ф   | План побега 3                            | Escape Plan: The Extractors                 | Трент Дероса          |
| 2019 | ф   | Али, рули!                               | Stuber                                      | Виктор «Вик» Мэннинг  |
| 2020 | ф   | Мой шпион                                | My Spy                                      | Джей-Джей             |
| 2021 | ф   | Армия мертвецов                          | Army of the Dead                            | Скотт Уорд            |
| 2021 | ф   | Армия воров                              | Army of Thieves                             | Скотт Уорд            |
| 2021 | ф   | Дюна                                     | Dune                                        | Глоссу «Зверь» Раббан |
| 2021 | с   | Видеть                                   | See                                         | Идо Восс              |
| 2022 | ф   | Тор: Любовь и гром                       | Thor: Love and Thunder                      | Дракс Разрушитель     |
| 2022 | тф  | Стражи Галактики: Праздничный спецвыпуск | The Guardians of the Galaxy Holiday Special | Дракс Разрушитель     |
| 2022 | ф   | Достать ножи: Стеклянная луковица        | Knives Out 2                                | Дюк Коди              |
| 2023 | ф   | Стук в дверь                             | Knock at the Cabin                          | Леонард               |
| 2023 | ф   | Стражи Галактики. Часть 3                | Guardians of the Galaxy Vol. 3              | Дракс Разрушитель     |
| 2024 | ф   | Дюна: Часть вторая                       | Dune: Part Two                              | Глоссу «Зверь» Раббан |
| 2024 | ф   | Мой шпион: Вечный город                  | My Spy: The Eternal City                    | Джей-Джей             |
| 2024 | ф   | Игра киллера                             | The Killer’s Game                           | Джо Флуд              |
| 2024 | ф   | Шоугёрл                                  | The Last Showgirl                           | Эдди                  |
| 2025 | ф   | В потерянных землях                      | In the Lost Lands                           |                       |
|      | ф   | Притон                                   | Trap House                                  |                       |
|      | ф   | Afterburn                                | Afterburn                                   | Джейк                 |

## В рестлинге

### Приёмы
- Завершающие приёмы
  - Batista Bite (Crossface / Scissored armbar combination)[151] — 2010
  - Batista Bomb[152] (WWE) / Demon Bomb[153] (OVW) (Sitout powerbomb)
  - Spear (WWE)
- Коронныe приёмы

  - Big boot[154]
  - Elevated single leg Boston crab[155] — как Левиафан
  - Hammerlock / armbar combination[153]
  - Front Powerslam[156]
  - Swinging side slam[156]
  - Vertical suplex[157]
  - Running clothesline[153][158]
  - Shoulder block[156]
  - Spinebuster[159]
  - Two-handed chokelift[153]

### Прозвища
- Животное[152]
- Животное «Эволюции»

### Менеджеры
- Синн[153]
- Преподобный Ди-Вон[153]
- Рик Флэр[153]
- Трипл Эйч[153]

### Музыкальные темы
- «Voodoo» от Godsmack (WWE; 2000—2002; использовался, когда был частью группировки The Disciples of Synn)[159]
- «Eyes of Righteousness» (WWE) от Джима Джонстона (2002; использовался в команде с Преподобным Ди-Воном)
- «Monster» (WWE) от Джима Джонстона (2003—2005)
- «Line in the Sand» от Motörhead (WWE; 2003—2005; 2014; использовался, когда был частью группировки «Эволюция»)
- «My World» от Brand New Sin[159] (WWE; 2010; использовался в промороликах)
- «I Walk Alone» от Saliva[159] (WWE; 2005—2010, 2014)

## Титулы и достижения
- The Baltimore Sun

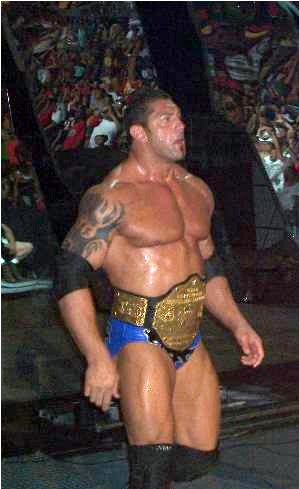
Батиста с титулом чемпиона мира в тяжёлом весе

  - Вражда года (2007) — против Гробовщика[160]
- Ohio Valley Wrestling
  - Чемпион OVW в тяжёлом весе[161]
- Pro Wrestling Illustrated
  - Рестлер года (2005)[162]
  - Самый прогрессирующий рестлер года (2005)[163]
  - PWI ставит его под № 1 в списке 500 лучших рестлеров 2005 года[164]
- World Wrestling Entertainment/WWE
  - Чемпион WWE (2 раза)[165][166]
  - Чемпион мира в тяжёлом весе (4 раза)[167][168][169][170]
  - Командный чемпион мира (3 раза) — с Риком Флэром (2 раза), с Джоном Синой (1 раз)[171][172]
  - Командный чемпион WWE — с Реем Мистерио (1 раз)[173]
  - Победитель «Королевской битвы» (2005, 2014)[152]
- Wrestling Observer Newsletter
  - Вражда года (2005) — против Трипл Эйча[174]
  - Самый переоценённый рестлер года (2006)
  - Вражда года (2007) — против Гробовщика